# Sven Ståhl
Sven Erik Ståhl, född 21 maj 1914 i Eskilstuna, död 27 oktober 2000 i Gävle, var en svensk borgmästare och lagman.
Efter studentexamen i Eskilstuna 1933 blev Ståhl juris kandidat vid Uppsala universitet 1938. Han genomförde tingstjänstgöring i Västerbergslags domsaga 1938–1940 och tjänstgjorde i Stockholms rådhusrätt 1940–1942. Ståhl blev fiskal i Svea hovrätt 1941, tillförordnad rådman i Gävle stad 1942 och ordinarie rådman 1944. Han var borgmästare 1959–1970 och lagman i Gävle tingsrätt 1971–1981.
Ståhl var auditör vid Hälsinge regemente (I 14) 1948–1962, ordförande i hyresnämnden i Gävle 1948–1956, i rättshjälpsstyrelsen i Gävleborgs län 1959–1973, poliskollegiet i Gävleborgs län 1959–1961, Sveriges riksbanks avdelningskontor i Gävle 1961–1967 och vice ordförande i barnavårdsnämnden 1959–1967.

## Utmärkelser
- Kommendör av Nordstjärneorden, 5 juni 1971.[1]